# IGR J12319-0749
IGR J12319-0749 (abrégé en J1231-0747) est un lointain et vieux blazar. Sa découverte a été faite en 2012 par l'identification d'une nouvelle source de rayons gamma, détectée avec l'imageur IBIS, installé à bord du satellite INTEGRAL. Il est l'une des sources gamma les plus lointaines découvertes à ce jour (septembre 2022), avec une distance de 11,8 milliards d'années-lumière, au moment de l'observation.

## Contexte
Les blazars sont les plus puissants de tous les noyaux galactiques actifs; leur rayonnement à émission continue couvre tout le spectre électromagnétique, des fréquences radio aux rayons gamma. En raison de leurs énormes luminosités, les blazars sont visibles à de très grandes distances. Dans le scénario largement adopté des blazars, une seule population d'électrons à haute énergie, éjectés par un jet relativiste, rayonne des ondes radio aux rayons gamma via un rayonnement synchrotron. Par conséquent, une signature forte de la nature d'un blazar est une source qui varie dans un double pic de luminosité. Le premier pic est un rayonnement synchrotron culminant n'importe où de l'infrarouge aux rayons X et ensuite, se produit un phénomène de diffusion Compton, produisant une énergie s'étendant du GeV au TeV. Pour expliquer tous les différents types de variations observées chez les blazars, une équipe de scientifiques a proposé la séquence blazar, qui revendique une relation inverse entre les énergies de pointe et la luminosité de la source: les sources les plus lumineuses ont à la fois des pics synchrotron et Compton à des énergies plus faibles que leurs homologues plus faibles. Au sein de la population des blazars, les objets à décalage vers le rouge élevé, qui appartiennent à la classe des quasars à spectre plat , ont tendance à être les plus lumineux. Récemment, des scientifiques ont montré que les blazars sélectionnés par des sources de hautes énergies à hauts décalages vers le rouge ont les jets les plus puissants, les disques d'accrétion les plus lumineux et les plus grandes masses de trous noirs supermassifs. En d'autres termes, ils font partie des blazars les plus extrêmes, encore plus extrêmes que ceux sélectionnés dans d'autres bandes de fréquences comme la région des rayons gamma explorée par le télescope spatial à rayons gamma Fermi.
Théoriquement, cela peut être compris sur la base de la séquence blazar et peut en fait être considéré comme une preuve de sa validité : le pic de haute énergie dans les variations des blazars les plus puissants se situe dans la gamme du MeV. Considéré d'un autre point de vue, cela signifie également qu'un relevé en rayons X durs est plus efficace pour trouver les blazars les plus puissants, qui se situent aux décalages vers le rouge les plus élevés.
Dans les relevés du satellite INTEGRAL, nous avons huit blazars à un décalage vers le rouge supérieur à 2, dont deux sont situés entre z 3 et 4. Dans se contexte, J1231-0747, qui est associé à un objet quasi-stellaire, est une source très intéressante puisqu'il correspond parfaitement à la séquence des blazars et il montre une variabilité à deux pics, un synchrotron et un Compton.

## Propriétés et variabilité
Des relevés du ciel comme le NVSS et le FIRST ont pu le détecter dans de hautes fréquences et cette détection a permis de le classifier comme une galaxie active radio-bruyante. Optiquement, la source est classée comme une large raie d'émission associée à une galaxie active (cette raie d'émission correspond à du gaz se déplaçant à 5 600 km/s-1, supposément un disque d'accrétion), les auteurs de la détection estiment en outre que la masse du trou noir supermassif au centre du blazar à 2,8 × 109 masses solaires. C'est-à-dire un trou noir très massif, similaire à ceux trouvés dans d'autres blazars à haut décalage vers le rouge qui ont été découverts dans des sondages à rayons X durs. Une étude par le European VLBI Network suggère que l'inclinaison du jet est de 14° par rapport à la ligne de visée de la Terre.
Aux hautes énergies, la source est brillante avec une forme spectrale de rayons X durs (émettant ~ 1,2 voire 1,3 photon de haute énergie par seconde) et une certaine indication de la variabilité de sa luminosité. Il existe des preuves dans les données XRT/IBIS combinées d'une rupture spectrale à environ 100 KeV , qui pourrait être interprétée comme un pic dans la distribution d'énergie spectrale. Prises ensemble, les propriétés observées suggèrent que J1231-0747 pourrait être un blazar brillant, dans lequel l'émission est rayonnée de manière relativiste. Une source (JVAS J2251+2217 à z = 3,668) a été détectée par les satellites INTEGRAL et Swift, mais pas par le télescope Fermi. Les deux sources montrent des particularités très similaires et elles montrent une luminosité globale similaire, l'emplacement du pic Compton et les deux sources n'ont pas été détectés par le télescope Fermi.
À partir des données optiques et ultraviolettes disponibles et de la masse du trou noir rapportée, il est possible d'évaluer que le disque d'accrétion de la source émet à 10 % ou plus de la luminosité d'Eddington. Ceci est similaire à d'autres blazars à z élevé découverts par des sondages à rayons X durs, qui ont tendance à avoir des trous noirs avec des masses supérieures à 109 masses solaires et des disques émettant près ou au-dessus de 10% de la limite d'Eddington.

## Source radio compacte
Une observation radio interférométrique à haute résolution de J1231-0747, en utilisant la technique d'interférométrie à très longue base avec le European VLBI Network. C'est un excellent outil pour confirmer par imagerie qu'une source est bien un blazar à émission radio compacte à l'échelle angulaire du milliseconde d'arc; VLBI est également capable de déterminer la position astrométrique précise d'un objet radio-émetteur compact. Il est également possible que J1231-0747 montre des variations importantes de densité de flux. Le spectre radio plat ou légèrement inversé et la variabilité sont caractéristiques des blazars compacts.
Les images European VLBI Network montrent J1231-0747 comme une source radio compacte sans aucune étendue dans une résolution de 10 mas. La source radio apparaît pratiquement non résolue avec l'European VLBI Network, montrant qu'elle est ultra-compacte. Pour caractériser physiquement la source, les scientifiques ont utilisé un algorithme pour mesurer la taille apparente de J1231-0747, à partir des données du European VLBI Network. Le diamètre ainsi obtenu est de 0,24 ± 0,01 mas. Cette taille peut être comparée à la taille angulaire minimale résoluble qui peut être obtenue dans cette expérience VLBI, montrant que le diamètre de l'astre est encore plus petit que la valeur de 0,24 ± 0,01 mas.
Le flux détecté par l'European VLBI Network montre d'ailleurs que la structure globale du blazar est chauffée à (1,42 ± 0,09) × 1011 K. Du fait de la nature non résolue de la source radio, cette valeur peut être considérée comme une borne inférieure de la température réelle. Une hypothèse raisonnable sur cette haute température est la présence d'un jet qui chauffe son environnement. Ceci est valable si l'énergie dans les particules rayonnantes est égale à l'énergie emmagasinée dans le champ magnétique. Un écart par rapport à l'équipartition est certainement possible pour les sources dans leur état de luminosité maximale, ce qui pourrait augmenter la température de l'astre.